# Admiral Levčenko (rušilec)
Admiral Levčenko (rusko Адмирал Левченко) je raketni rušilec razreda Fregat Ruske vojne mornarice. Je del 2. divizije protipodmorniških ladij Severne flote v Severomorsku. Poimenovan je po admiralu Gordiju Ivanoviču Levčenku, poveljniku Baltske flote in udeležencu obrambe Leningrada, Odese in Sevastopola (trije redi Lenina). Njegov gredelj je bil položen 27. januarja 1982 v Ladjedelnici Ždanova, splavljen je bil 21. februarja 1985, v uporabo pa je bil predan 30. septembra 1988. Razvoj projekta 1155 Fregat se je začel v Severnem projektno-konstruktorskem biroju leta 1972 pod vodstvom glavnih konstruktorjev Nikolaja Pavloviča Soboljeva in Vasilija Pavloviča Mišina.
Med majem in decembrom 1990 je bil v okviru krstne odprave poslan v Sredozemsko morje, kjer je sledil ameriški letalonosilki Saratoga in obiskal Sirijo.
Leta 1993 je obiskal Toulon v Franciji, leta 1996 pa Portsmouth in Plymouth v Veliki Britaniji.
Med leti 2007 in 2008 je v okviru odprave v Sredozemsko morje obiskal Norveško, Veliko Britanijo, Francijo, Islandijo in Tunizijo.
Leta 2009 je sodeloval na pomorskih vajah s Turško vojno mornarico.
Leta 2010 je bil poslan na protipiratsko patruljiranje v Adenskem zalivu.
Med letoma 2013 in 2014 je bil nameščen v Sredozemsko in Črno morje.
Od leta 2014 do 2021 je bil v okvari, nato pa se je začel njegov remont na ladjedelnici Nerpa v Snežnogorsku. Maja 2022 se je ladja vrnila v vojno mornarico.
Med septembrom in oktobrom 2022 je bil nameščen v Arktični ocean.